# Округ Олкорн (Мисисипи)
Олкорн (енгл. Alcorn County) је округ у америчкој савезној држави Мисисипи.

## Демографија
По попису из 2010. године број становника је 37.057, што је 2.499 (7,2%) становника више него 2000. године.
| Група             | 2000.          | 2010.          |
| Белци             | 29.977 (86,7%) | 31.313 (84,5%) |
| Афроамериканци    | 3.827 (11,1%)  | 4.221 (11,4%)  |
| Азијати           | 73 (0,2%)      | 117 (0,3%)     |
| Хиспаноамериканци | 443 (1,3%)     | 1.010 (2,7%)   |
| Укупно            | 34.558         | 37.057         |